# Roger Smith (Tennisspieler)
Roger Smith (* 20. Januar 1964 in Freeport) ist ein ehemaliger bahamaischer Tennisspieler.

## Leben
Smith studierte an der Ohio State University und wurde in die Bestenauswahl All-American gewählt. Er wurde 1987 Tennisprofi und konnte im selben Jahr in Bossonnens durch einen Finalsieg über Alexander Mronz seinen ersten Einzeltitel auf der ATP Challenger Tour erringen. Zudem gewann er mit Tony Mmoh die Doppelkonkurrenz des Challenger-Turniers von München. 1988 gewann er in Tel Aviv an der Seite von Paul Wekesa seinen ersten Doppeltitel auf der ATP World Tour. Insgesamt konnte er im Lauf seiner Karriere drei Doppeltitel gewinnen, ein weiteres Mal stand er in einem Finale. Seine höchste Notierung in der Tennis-Weltrangliste erreichte er 1988 mit Position 96 im Einzel sowie 1991 mit Position 73 im Doppel.
Sein bestes Einzelergebnis bei einem Grand-Slam-Turnier war das Erreichen der dritten Runde der US Open 1994. In der Doppelkonkurrenz stieß er 1990 ebenfalls bei den US Open bis ins Viertelfinale vor.
Smith spielte zwischen 1985 und 2000 48 Einzel- sowie 26 Doppelpartien für die bahamaische Davis-Cup-Mannschaft. Sein größter Erfolg mit der Mannschaft war die Teilnahme an der Qualifikationsrunde der Weltgruppe 1993. Bei der 0:5-Niederlage gegen die USA verlor er seine Einzelpartien gegen Andre Agassi und MaliVai Washington sowie an der Seite von Mark Knowles gegen das US-amerikanische Doppel aus Patrick McEnroe und Richey Reneberg. Bei den Olympischen Sommerspielen 1992 trat er im Einzel und im Doppel an. Er verlor seine Erstrundenpartie gegen Andrei Tscherkassow und schied an der Seite von Mark Knowles gegen das australische Doppel ebenfalls in der ersten Runde aus. Bei den Olympischen Sommerspielen 1996 trat er nur im Doppel an, erneut mit Mark Knowles. Sie gewannen ihre Erstrundenbegegnung gegen das portugiesische Doppel und unterlagen den Kroaten Saša Hiršzon und Goran Ivanišević. Bei den Olympischen Sommerspielen 2000 in Sydney nahm er als Trainer der bahamaischen Mannschaft teil.

## Erfolge
| Legende                       |
| Grand Slam                    |
| Tennis Masters Cup            |
| ATP Masters Series            |
| ATP International Series Gold |
| ATP International Series (3)  |
| ATP Challenger Series (9)     |

### Einzel

#### Turniersiege
| Nr. | Datum            | Turnier        | Belag     | Finalgegner     | Ergebnis      |
| --- | ---------------- | -------------- | --------- | --------------- | ------------- |
| 1.  | 2. November 1987 | Bossonnens (1) | Hartplatz | Alexander Mronz | 7:6, 4:6, 6:3 |
| 2.  | 6. November 1989 | Bossonnens (2) | Hartplatz | Petr Korda      | 7:6, 6:7, 6:4 |

### Doppel

#### Turniersiege

##### ATP Tour
| Nr. | Datum             | Turnier  | Belag     | Partner      | Finalgegner                  | Ergebnis      |
| --- | ----------------- | -------- | --------- | ------------ | ---------------------------- | ------------- |
| 1.  | 10. Oktober 1988  | Tel Aviv | Hartplatz | Paul Wekesa  | Patrick Baur Alexander Mronz | 6:3, 6:3      |
| 2.  | 9. September 1991 | Brasilia | Teppich   | Kent Kinnear | Ricardo Acioly Mauro Menezes | 6:4, 6:3      |
| 3.  | 29. Januar 1996   | Shanghai | Teppich   | Mark Knowles | Jim Grabb Michael Tebbutt    | 4:6, 6:2, 7:6 |

##### Challenger Tour
| Nr. | Datum             | Turnier        | Belag     | Partner                | Finalgegner                    | Ergebnis      |
| --- | ----------------- | -------------- | --------- | ---------------------- | ------------------------------ | ------------- |
| 1.  | 23. November 1987 | München        | Teppich   | Tony Mmoh              | Leonardo Lavalle Diego Nargiso | 7:6, 6:4      |
| 2.  | 29. Oktober 1990  | Rio de Janeiro | Hartplatz | Tobias Svantesson      | Shelby Cannon Alfonso Mora     | 7:5, 6:4      |
| 3.  | 26. November 1990 | Bossonnens     | Hartplatz | Michiel Schapers       | Henrik Holm Nils Holm          | 6:2, 7:6      |
| 4.  | 2. August 1993    | Istanbul       | Hartplatz | Jean-Philippe Fleurian | Miles Maclagan Dinu Pescariu   | 7:6, 6:3      |
| 5.  | 6. September 1993 | Azoren         | Hartplatz | Bryan Shelton          | Chris Bailey Jeff Tarango      | 6:4, 6:4      |
| 6.  | 5. Dezember 1994  | São Luís       | Hartplatz | João Cunha e Silva     | Fabio Silberberg João Zwetsch  | 4:6, 6:3, 6:3 |
| 7.  | 14. Oktober 1996  | Tanagura       | Hartplatz | Brian MacPhie          | Maks Mirny Jaime Oncins        | 6:4, 6:4      |

#### Finalteilnahmen
| Nr. | Datum           | Turnier  | Belag     | Partner     | Finalgegner                      | Ergebnis |
| --- | --------------- | -------- | --------- | ----------- | -------------------------------- | -------- |
| 1.  | 9. Oktober 1989 | Toulouse | Hartplatz | Todd Nelson | Mansour Bahrami Éric Winogradsky | 2:6, 6:7 |